# Będargowo (Szemud)
Będargowo (deutsch Bendargau, kaschubisch Bãdargòwò) ist ein kaschubisches Dorf mit 423 Einwohnern (2011) in der polnischen Woiwodschaft Pommern. Es gehört zur Gmina Szemud (Landgemeinde Schönwalde) im Powiat Wejherowski (Neustädter Kreis).

## Geographische Lage
Das Dorf liegt im ehemaligen Westpreußen, etwa dreißig Kilometer südöstlich von Lauenburg in Pommern, 25 Kilometer südsüdwestlich von Neustadt in Westpreußen und sieben Kilometer südlich des Dorfs Smasin.

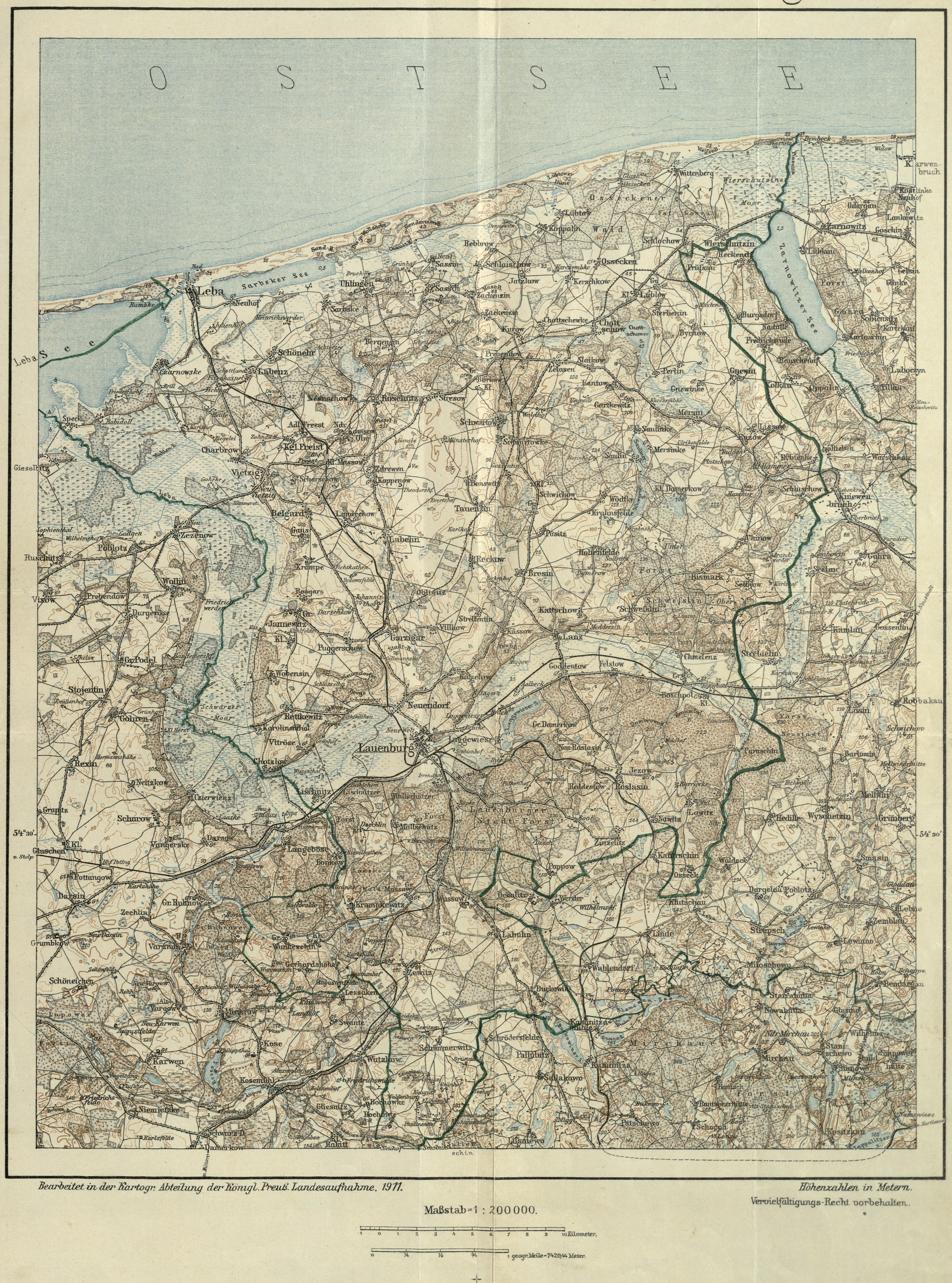
Bendargau, südöstlich der Stadt Lauenburg in Pommern und südlich des Guts Smasin (rechter Bildrand), auf einer Landkarte von 1911

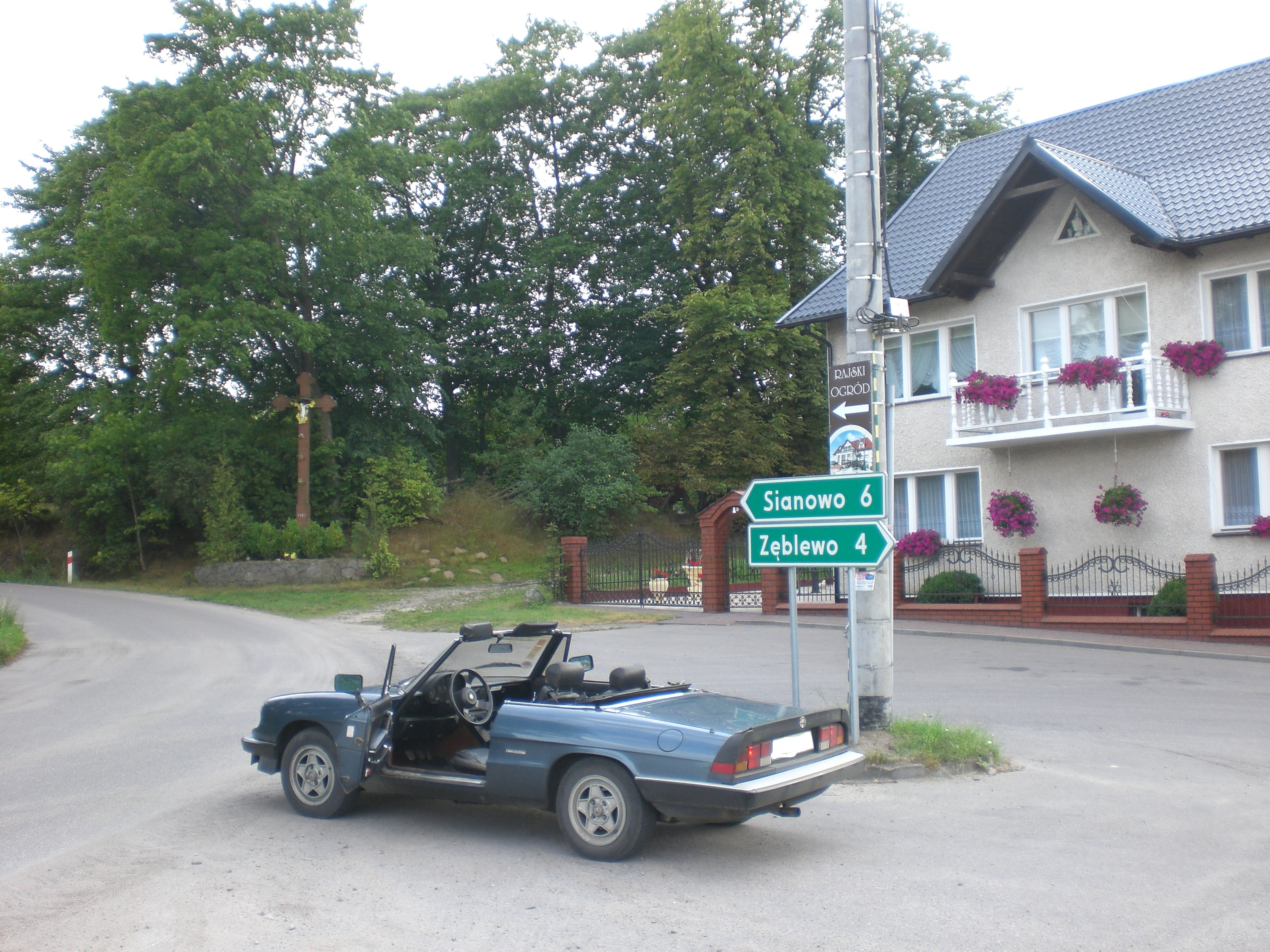
Straßenkreuzung im Dorf (2014)

## Geschichte
Das Dorf wird erstmals in Urkunden aus dem Jahr 1284 genannt. Einer Urkunde des Hochmeisters des Deutschen Ordens Michael Küchmeister von Sternberg vom 14. Februar 1418 zufolge scheint das Dorf in den Besitz des Klosters Karthaus gekommen zu sein, als sein kaschubischer Besitzer Nitze Starnick von Oslanin und dessen Söhne Hannus und Thymo dort Aufnahme anstrebten. In der Nähe des Ortes befinden sich Überreste einer Burg. Im Zuge der Ersten polnischen Teilung 1772 kam der Ort, der ehemals zu Königlich Preußen gehört hatte, zum Königreich Preußen.
Bendargau war ursprünglich ein Gutsbezirk und  war schon vor 1903 in Rentengüter aufgeteilt worden. Am 18. März 1908 wurde der Gutsbezirk Bendargau in eine Landgemeinde gleichen Namens umgewandelt.
Bis 1919 gehörte das Dorf Bendargau zum Kreis Neustadt in Westpreußen im Regierungsbezirk Danzig in der Provinz Westpreußen im Deutschen Reich. Als nach dem Ersten Weltkrieg der Versailler Vertrag die Verlegung des sogenannten Polnischen Korridors durch das Reichsgebiet vorsah, wurde das deutsche Dorf der  neugegründeten Zweiten Polnische Republik zugeschlagen. Nach dem Überfall auf Polen wurde das entnommene Territorium des Polnischen Korridors wieder in das Reichsgebiet eingegliedert.
Im Jahr 1942 wurde der Ortsname Bendargau in Bandergau abgeändert.
Gegen Ende des Zweiten Weltkriegs besetzte im Frühjahr 1945 die Rote Armee das Kreisgebiet. Bald darauf wurde es von der Sowjetunion zusammen mit Westpreußen und ganz Hinterpommern der
Volksrepublik Polen zur Verwaltung überlassen. Die deutschen Einwohner, einschließlich der Alteinwohner, die hier Grundbesitz hatten und nach 1920 die deutsche Minderheit bildeten, wurden von der polnischen Administration enteignet und vertrieben.
In den Jahren von 1975 bis 1998 gehörte der Ort administrativ zu Woiwodschaft Danzig.

### Demographie
| Jahr | Einwohner | Anmerkungen                                                          |
| ---- | --------- | -------------------------------------------------------------------- |
| 1818 | 097       | adliges Dorf; sämtlich Katholiken                                    |
| 1852 | 320       | Dorf                                                                 |
| 1864 | 419       | am 3. Dezember, Gutsbezirk                                           |
| 1867 | 403       | am 3. Dezember, Gutsbezirk                                           |
| 1871 | 395       | am 1. Dezember, Gutsbezirk, davon 34 Evangelische und 361 Katholiken |
| 1910 | 678       | am 1. Dezember, Landgemeinde                                         |

## Persönlichkeiten
- Emil von Zelewski (1854–1891), preußischer Offizier kaschubischer Abstammung, wurde hier geboren